# Fiat Croma 8ttoV
El Fiat Croma 8ttoV, o simplemente Fiat Croma 8V, es un prototipo de automóvil de turismo del segmento E presentado en el Salón de Ginebra 2005. Fue diseñado por el estudio italiano de diseño Italdesign, perteneciente a Giorgetto Giugiaro.

## Descripción
El Croma 8V fue creado para celebrar el lanzamiento en 2005 del Fiat Croma diseñado por Giugiaro, quien dedicó el prototipo a Giovanni Agnelli, presidente de Fiat S.p.A. fallecido en 2003, al que le encantaba conducir el modelo Croma de 1985, automóvil que también había sido diseñado por el propio Giugiaro. Según el diseñador el prototipo se pensó como salón rodante. Para su diseño se partió del Croma y en el Maserati Buran, prototipo diseñado por Giugiaro en 2000.

### Exterior
Sus dimensiones son de 4750 mm de largo por 1597 mm de ancho, con los pasos de rueda ligeramente recrecidos. La pintura es exclusiva del prototipo en color humo gris/negro. Presenta tanto en el parachoques anterior como en el posterior elementos decorativos cromados. Del mismo acabado son los tiradores de las puertas, la línea que rodea las ventanillas y los faldones laterales. Los cristales son tintado y polarizados. En el frontal cuenta con una nueva calandra cromada diferente a la del modelo en el que se basa. En la parte inferior del frontal se ha rediseñado la toma de aire teniendo ahora forma trapezoidal invertida y resultando esta grande y deportiva Los grupos ópticos delanteros han sido oscurezidos y cuentan con un nuevo diseño y tecnología LED. Los traseros han sido oscurecido y también son LED. En la zona posterior cuenta con un pequeño alerón sobre la luneta trasera y dos tubos de escape. Las llantas son del fabricante ATP, en R19 y de cinco radios.

### Interior
Tiene cuatro plazas al convertirse el asiento central de la segunda fila en un compartimento de almacenaje que cuenta con frigobar y que también se puede convertir en mesa de trabajo. Los paneles interiores y los asientos son de cuero fabricados por Poltrona Frau en combinación con molduras de madera de brezo. Para mayor comodidad los respaldos tienen 50 mm de profundidad. Frente a los dos asientos posteriores existen sendas pantallas planas multimédia LG de inspiración aeronáutica con DVD. Para aislar la cabina de pasajeros del maletero cuando este se encuentra abierto se ha instalado entre ambos una ventana fija de cristal. El maletero tiene una capacidad de 480 litros.

### Mecánica
El motor está colocado en posición delantera transversal y la tracción es delantera. Monta un motor V8 y caja de cambios secuencial de 6 marchas. En concreto el motor es de origen Maserati, similar a los de 390/400 CV que equipan algunos de sus modelos. Los frenos cuentan con discos perforados y pinzas del fabricante italiano Brembo. Los neumáticos son Pirelli 245/50 en las cuatro ruedas.